# 22440 Bangsgaard
22440 Bangsgaard è un asteroide della fascia principale. Scoperto nel 1996, presenta un'orbita caratterizzata da un semiasse maggiore pari a 3,1904982 UA e da un'eccentricità di 0,2402657, inclinata di 11,70688° rispetto all'eclittica.